# Yang (羊)
Yang 羊 is een zeer oude Chinese familienaam. De naam wordt in Hongkong door HK-romanisatie in Yeung veranderd. Yang 羊 staat op de 202e plaats in de Baijiaxing. De letterlijke betekenis van deze naam is schaap. De eerste mensen met deze naam kwamen uit de gebieden Tai Shan en Jingzhao 京兆. De tanghao is Zhongbitang. Yang Hu 221-278 was een bekende persoon met deze naam.
De naam komt in het Vietnamees ook voor, maar is dan Dương.